# Loenense Mixed Hockey Club
De Loenense Mixed Hockey Club is een hockeyclub uit Loenen aan de Vecht. De vereniging wordt vaak afgekort tot Loenense MHC of LMHC.
In het seizoen 2019/20 komt Heren 1 uit in de Vierde klasse. Dames 1 komt in datzelfde seizoen uit in de Derde klasse.